# Zabalza
Zabalza (o Zabaltza in basco) è un comune spagnolo di 157 abitanti situato nella comunità autonoma della Navarra.